# ناعومي أمير
ناعومي أمير (بالعبرية: נעמי עמיר‏) هي طبيبة إسرائيلية، ولدت في 23 يناير 1931 في شيكاغو بالولايات المتحدة وتوفيت في 4 يناير 1995 في القدس في إسرائيل.
بعد حصولها على شهادة الطب من جامعة نيويورك عام 1952 عملت كطبيبة مقيمة في مركز هاواسا العبري الجامعي في أورشليم، واختارت التخصص في علم الأعصاب الخاص بالأطفال، والذي كان جديدا في إسرائيل وقتها، ثم أسست أول عيادة تخصصية في الدولة عام 1968 ضمن مستشفى بيكور-هوليم، بعد ذلك وسعت العيادة إلى مركز تشخيصي وعلاجي وتطويري كامل. انتقلت ناعومي مع فريقها عام 1990 إلى مركز شار-زيداك الطبي، وتعتبر مؤسسة لعلم أعصاب الأطفال الحديث في إسرائيل.

## تعليمها
ولدت ناعومي كاسان في شيكاغو - إلينوي، كان والدها شالوم كاسان مهاجرًا فلسطينيًّا يهوديًّا، بينما كانت والدتها ايفا سكين أمريكية من الجيل الأول لمهاجرين من شرق أوروبا، ولها أخ وحيد بعمر الرابعة. انتقلت ناعومي إلى فلسطين حيث عمل والدها قاضيًا في الخدمة القانونية الإلزامية الفلسطينية، لكنها عادت مع والدتها وشقيقها إلى الولايات المتحدة بعد 8 أشهر، وبعد سنة عادوا إلى فلسطين عام 1937. في السنة التالية غادرت والدتها رفقة الطفلين إلى نيويورك بشكل نهائي. تخرجت ناعومي من مدرسة برونكس الثانوية للعلوم، وحصلت على شهادة البكالوريوس من جامعة نيويورك ودرجة الطب من جامعة نيويورك الطبية عام 1952. كانت تفكر بالعيش في إسرائيل فعملت في مستشفى هاواسا العبرية عام 1953، وأكملت شهادة طب ثانية من الجامعة العبرية في أورشليم عام 1957.

## عملها
لم يكن علم أعصاب الأطفال معروفًا في إسرائيل وقت اختارت التخصص به، وكان عدد النساء العاملات في المجال الطبي قليلًا نسبيًّا. قدمت هيلينا كيغان مؤسسة ورئيسة قسم الأطفال في مستشفى بيكور-هوليم مرشدة لناعومي، وقدمت لها غرفة صغيرة معزولة عن القسم لاستعمالها كعيادة.
عادت ناعومي إلى نيويورك لمدة سنتين في زمالة لدى عيادة مؤسسة كولومبيا التابعة للكنيسة المشيخية، ثم عادت إلى إسرائيل عام 1968 لتؤسس أول مركز إعادة تأهيل عصبي في مستشفى بيكور-هولين، حيث قدم المركز خدمات داخل المركز وخارجه. وشمل روضة إعادة تأهيل من أجل الحالات التي تطلبت تدخلات على المدى البعيد. وسع المركز إلى مستشفى تخصصي للعلاج والتطوير والتدخل عام 1979، واستقبل أكثر من 1000 طفل خلال أول 6 سنوات من عمله، ثم افتتحت عيادة لمبيت الأطفال عام 1984.
انتقلت ناعومي مع فريق من 7 مختصين إلى مركز شار-زيداك الطبي عام 1990، حيث وفر جناح كامل لعملها اليومي، ثم انتقلت روضة إعادة التأهيل إلى مؤسسة خاصة ترتبط بالمركز الطبي عام 2009. ويسجل اليوم دخول حوالي 70 طفل بين عمري الثالثة والسابعة إلى الروضة حتى يتمكنوا من الدخول إلى المدارس لاحقًا. عملت ناعومي كذلك في عيادة سبافورد في المدينة القديمة من القدس، مقدمة العلاج لأطفال المسلمين في منطقة جبل الزيتون، وأسست عددًا من العيادات المتنقلة في قرى أخرى قريبة.

## اهتماماتها البحثية
حُررت ناعومي كتابين بالتعاون مع آخرين وألفت مقالات عديدة وحررت عددًا منها. بينما ينصب اهتمامها البحثي على تطوير الحس الإدراكي، ومرض الصرع، والاضطرابات العصبية، واضطرابات النطق، والاضطرابات التطورية. انضمت إلى الجامعة العبرية في أورشليم عام 1974 كمحاضرة، ثم أصبحت محاضرة قدمى عام 1983، وأخيرًا أُستاذة مساعدة عام 1993.

## الجوائز
حصلت ناعومي على شهادة الإنجاز للنساء الإسرائيليات عام 1989.

## حياتها الشخصية
تزوجت ناعومي من شلومو أمير في آذار من عام 1955 وأنجبا ولدين وفتاة. ماتت جراء مرض السرطان بتاريخ 4 كانون الثاني 1995.